# Frank van Rijn
Frank van Rijn (Den Haag, 21 april 1948) is een Nederlandse wereldfietser en schrijver van reisverhalen.
Van Rijn begon in juli 1969 met zijn eerste fietstocht van 80 kilometer welke hij ieder volgend jaar gestaag opbouwde. Gedurende een periode van 51 jaar fietste hij meer dan een half miljoen kilometer over alle continenten met uitzondering van Antarctica. Zijn fietstochten kunnen vaak maanden duren. Tot en met 2018 werden er 15 boeken van hem uitgebracht waarin zijn reizen centraal staan. Over zijn ervaringen tijdens zijn fietstochten geeft hij regelmatig lezingen.
Zijn vader was de Nederlandse militair Willem van Rijn.

Boeken
Frank van Rijn heeft de volgende titels op zijn naam staan:
1. Pelgrims en pepers
2. Door Sahara en Sahel
3. De zuilen van Axum
4. De dikke Baobab
5. De twee scherven
6. De gouden capuchon
7. De rode kangoeroe
8. De knipoog van het nijlpaard
9. De poort van de maan
10. In de ban van Stempelstan
11. Revanche in de Andes
12. Aan de voet van de Tour de Madeloc
13. Even naar de evenaar
14. De hanen van de koning
15. Drie kameleons
16. De magische vijfduizend metergrens (november 2020)